# Cota (Plantae)
Cota, biljni rod iz porodice glavočika smješten u podtribus Anthemidinae, dio tribusa Anthemideae. Postoji tridesetak vrsta raširenih po velikim dijelovima Euroazije, a neke vrste uvezene su i u Sjevernu Ameriku.
Vrsta visoki jarmen, koji raste i u Hrvatskoj ne pripada rodu jarmena (Anthemis), a isto se odnosi i na vrste austrijski ili grebenasti jarmen (C. austriaca), usjevni jarmen (C. segetalis), bojadisarski jarmen (C. tinctoria), Triumfettijev jarmen (C. triumfetti) i  dalmatinski jarmen (C. dalmatica).

## Vrste
1. Cota altissima (L.) J.Gay
2. Cota amblyolepis (Eig) Holub
3. Cota antitaurica (Grierson) Holub
4. Cota austriaca (Jacq.) Sch.Bip.
5. Cota brachmanni Boiss.
6. Cota brevicuspis (Bornm.) Holub
7. Cota coelopoda (Boiss.) Boiss.
8. Cota dalmatica (Scheele) Oberpr. & Greuter
9. Cota dipsacea (Bornm.) Oberpr. & Greuter
10. Cota dubia (Steven) Holub
11. Cota feinbruniae (Eig) Holub
12. Cota fulvida (Grierson) Holub
13. Cota halophila (Boiss. & Balansa) Oberpr. & Greuter
14. Cota hamzaoglui Özbek & Vural
15. Cota jailensis (Zefir.) Holub
16. Cota linczevskyi (Fed.) Lo Presti & Oberpr.
17. Cota lyonnetioides Boiss. & Kotschy
18. Cota macrantha (Heuff.) Holub
19. Cota macroglossa (Sommier & Levier) Lo Presti & Oberpr.
20. Cota mazandaranica (Iranshahr) Lo Presti & Oberpr.
21. Cota melanoloma (Trautv.) Holub
22. Cota monantha (Willd.) Oberpr. & Greuter
23. Cota oretana (Carretero) Oberpr. & Greuter
24. Cota oxylepis Boiss.
25. Cota palaestina Kotschy
26. Cota pestalozzae Boiss.
27. Cota rayatensis (Eig) Holub
28. Cota saguramica (Sosn.) Lo Presti & Oberpr.
29. Cota samuelssonii (Rech.f.) Oberpr. & Greuter
30. Cota segetalis (Ten.) Holub
31. Cota talyschensis (Fed.) Lo Presti & Oberpr.
32. Cota tinctoria (L.) J.Gay
33. Cota triumfetti (All.) J.Gay
34. Cota wiedemanniana (Fisch. & C.A.Mey.) Holub